# Клиса
Клиса је насеље (градска четврт) у саставу Новог Сада.

## Име
Име Клиса потиче од латинске речи ecclesia, што значи црквиште, јер се, како сведоче археолошка ископавања, у средњем веку ту налазило насеље са црквом. Ова реч је у српски језик дошла преко турског језика, а име данашњег насеља Клиса потиче из времена турске владавине, када је српско становништво користило реч „клиса“ да означи места где су се налазили остаци цркава. У народу постоји предање да је овај простор добио име по манастиру који се налазио на Клисанском брегу.

## Положај насеља
Клиса се налази у северном делу Новог Сада, између Клисанског брега и Индустријске зоне Север на западу, Индустријске зоне Југ на југу, Видовданског насеља и Слане баре на југоистоку, Великог рита на истоку и Римских Шанчева и градске депоније на северу.
Источну границу Клисе чини улица Темерински пут, југоисточну границу чине улице Зеленгорска и Сентандрејски пут, јужну границу чини Приморска улица, западну границу чине улице Клисански пут, Милеве Симић и професора Грчића (према другом тумачењу западну границу Клисе чини улица Јосифа Панчића), док северну границу чини ауто-пут Суботица-Београд.
Клиса се састоји из два дела: Горње Клисе (на западу) и Доње Клисе (на истоку). Границу између ова два дела насеља чине улице Клисански пут и Сентандрејски пут. Оближње насеље Слана бара се понекад сматра трећим делом Клисе, а такође се јужни делови Клисе (до улице професора Грчића на западу) понекад сматрају делом Слане баре, с обзиром да се налазе у саставу месне заједнице "Слана бара".

## Месне заједнице
У административном смислу, подручје Клисе је подељено између две месне заједнице: МЗ „Клиса“ (на северу) и МЗ „Слана бара“ (на југу). МЗ „Клиса“ обухвата северни део насеља Клиса, северни део насеља Велики Рит, насеље Горње Ливаде, насеље Римски Шанчеви и градску депонију, док МЗ „Слана бара“ обухвата насеље Слана бара, јужни део насеља Клиса и Индустријску зону север.

## Историја
На територији данашње Клисе (локалитети Клиса-Горња шума и Клиса-Барутана) налазимо трагове људског живота, који датирају из старијег неолита (5.500-4.500. год. п. н. е) и који се везују за комплекс култура Старчево-Кереш-Криш, које одликује почетак бављења земљорадњом и седелачким начином живота. Тип станишта су земунице и прве куће које су грађене изнад земље. Осим лова и риболова, човек овог времена бави се земљорадњом и доместификацијом животиња, а поред обраде камена, развија се домаћа радиност, предење, плетење и израда грнчарије.
На Клиси (локалитет Клиса-Горња шума) су, затим, заступљени налази из периода млађег неолита (4.500-3.000. год. п. н. е), који репрезентује винчанска култура. Опште карактеристике ове културе су стална надземна станишта и изразито бављење земљорадњом и сточарством. Оруђа и оружја од камена и кости имају све ширу употребу, а у грнчарству фигурална пластика је све учесталија.
Потом су, на локалитету Клиса-Барутана, заступљени налази који се везују за бакарно доба (3.000-2.000. год. п. н. е), када долази до прекида са неолитском традицијом и појавом нових култура, чији су носиоци номади, који граде привремена станишта, а своју привреду заснивају првенствено на сточарству и металургији (употреба бакра). Доносе промене у стилу и облицима посуђа, као и начину сахрањивања.
На локалитету Клиса-Слана бара заступљени су налази из бронзаног доба (2.000-950. год. п. н. е), када су се одиграли крупни догађаји у свим сферама живота. Технолошки развој у металургији (ливење бронзе) условио је напредак у грађевинарству, земљорадњи, грнчарству и другим областима. Археолошка истраживања показују да је у бронзаном добу, на простору данашње Клисе постојало насеље.
Са локалитета Клиса-Барутана потичу налази који припадају старијем гвозденом добу (950-400. год. п. н. е), које је означено појавом трако-кимерских племена у Панонији, са којима су стигла драгоцена сазнања - металургија гвожђа, која ће из основа променити економику праисторијског друштва.
На локалитету Темеринска петља нађена је мања римска подна опека, која датира из античког периода.
У средњовековном периоду (од 13. до 16. века) на подручју данашње Клисе постојала су насеља Вашарош Варад (мађарски: Vásárosvárad) и Горње Сајлово (мађарски: Zajol). Насеље Вашарош Варад (познато и као Стари Петроварадин, Петроварадин, Петур-варад, Варад, Варош Варад, и касније Варадинци) било је најважније средњовековно насеље на бачкој обали данашње територије Новог Сада и насељено је у континуитету од 10. века. Трагови овог насеља су нађени „с обе стране темеринског друма код барутане“, а међу остацима насеља пронађени су и остаци цркве „романичког стила“. Насеље је било смештено уз стару обалу Дунава, а чинило је важно трговиште и житницу (амбар). Осим рибарства и трговине, која је условила и развој занатства, насеље се бавило и производњом чамаца и скела које су вероватно наменски грађене за превоз жита и вина, које је из фрушкогорских винограда даље превожено ка северу. Важну трговачку улогу насеље је задржало све до 16. века.
Горње Сајлово (познато и као Горње Исаилово, Исаилово, Сајлово I или Сајлово) је било словенско насеље и помиње се 1237. године у повељи угарског краља Беле IV (у истој повељи се помиње и друго насеље под именом Доње Сајлово, које се налазило на подручју данашњег Сајлова). Настанак имена Сајлово / Исаилово везује се за манастир, који је према предању, некада постојао на Клисанском брегу, односно име је дато по монаху исихасти овог манастира, Исаији. Овај монах је био веома поштован у народу, па је по њему простор добио име. Неки историјски извори потврђују да се у 12. веку источно од Руменке налазио велики манастир.
У турско доба (16-17. век), насеља Варадинци и Сајлово била су настањена Србима. Према турском попису из 1554. године, у Варадинцима је било 5, а на Сајлову 3 кућна броја. По попису из 1570. у Варадинцима је било 3, а на Сајлову 6 кућних бројева, да би по попису из 1590. у Варадинцима било 18 кућних бројева, а на Сајлову ниједан. Овде се мора напоменути да су тадашњи турски пописи бележили искључиво хришћанско (српско) становништво које је било дужно да плаћа порез. Муслиманско становништво, за које се такође зна да је живело на овим просторима, било је ослобођено плаћања пореза, а порез нису плаћали ни неки Срби (уколико су, рецимо, били у турској служби), тако да је број становника ових насеља сигурно био већи.
Данашње насеље Клиса формирано је 1693. године, после одласка Турака из ових крајева. Ово насеље је формирано на простору данашње Горње Клисе. Првобитно насеље било је разбијеног типа, а доцније, накнадним насељавањима и изградњом кућа староседелаца одвојених из породичних задруга, постепено добија обрисе правог панонског, ушореног насеља. Током 18. века регистровано је двадесетак, а крајем 19. века око 40 кућа. На простору Доње Клисе постојала је багремова шума, која је 1870. посечена, а крчевина испарцелисана и за потребе градње кућа продавана пољопривредницима са Ченеја, из Каћа, Руменке и других околних насеља.
Између два светска рата, Клиса је била типично сеоско насеље са изразитом пољопривредном функцијом - чак 98% становништва регистровано је као пољопривредно, а мањи број становништва чинили су радници, занатлије и чиновници. Клисани су снабдевали новосадске пијаце повртарским, млечним и месним производима. Значајну улогу у развоју пољопривреде имала је земљорадничка задруга. Преко Канала краља Александра подигнут је мост 1938, на међународном путу који је тада грађен. Током времена, после Другог светског рата, овај део града је потпуно изменио своју функцију, тако да је пољопривреда остала само као споредно занимање неких домаћинстава. На основу урбанистичког плана из 1965. извршена је нова парцелизација ораница и башти, те је земљиште наменски продавано за градњу кућа досељеницима из околних насеља и мигрантима из других крајева Југославије, у првом реду из Босне и Херцеговине.
У Другом светском рату, становници Клисе активно су учествовали у народноослободилачком покрету. Већ у првим данима рата 1941. године, млади Клисани су скупљали оружје и муницију и склањали је на сигурна места. То ће оружје касније употребити борци Новосадског партизанског одреда, који су на Клиси имали најсигурније упориште. Прве године окупације, 1941, омладина Клисе учествовала је у диверзијама, паљевини жита, подметању оштрих предмета под точкове камиона на Међународном путу, у писању антифашистичких парола и растурању летака. Већина тих активиста је касније похапшена, многи су осуђени на робију и страдали у концентрационим логорима, а један број младих људи погинуо је у партизанима у завршним борбама за ослобођење земље. У многим кућама биле су партизанске базе, у којима су се склањали илегални борци и ратни материјал. На Клиси је дуже време радила техника месног комитета КПЈ, у којој су умножавани леци и прогласи ослободилачког покрета.

## Становништво
Крајем 18. века овде је живело 180 становника, да би их крајем 19. века било 240. Попис из 1948. године забележио је да има 135 кућа са 597 становника, а 1971. године је било 834 домаћинства са 3.977 становника. По попису из 1991. месна заједница „Клиса“ имала је 1.406 домаћинстава са 4.533 становника.
Већина становника насеља су Срби. На почетку Другог светског рата, у насељу је живело свега пет породица које нису биле српске, и то: три словачке, једна мађарска и једна хрватска породица.
Према подацима предузећа ЈКП Информатика Нови Сад, на подручју месне заједнице „Клиса“ живи 8.540 становника (2010. година), а на подручју месне заједнице „Слана бара“ 7.507 становника (2010. година).  Архивирано на веб-сајту  (3. октобар 2018)

## Карактеристике насеља
Клиса је првобитно имала карактер мешавине сеоског и салашарског насеља. Становало се најпре у земуницама, а потом у кућама од набоја са две просторије, да би се касније квалитет градње кућа побољшавао. У насељу преовлађују породичне куће, углавном приземне, а у новије време има и спратних објеката.

## Јавне установе
Први школски објекат на Клиси изградила је црквена општина 1860. године, а нова школа подигнута је 1935. у западном делу Горње Клисе. У северном делу Клисе, на граници са насељем Горње Ливаде, налази се окружни затвор, у оквиру којег је саграђена православна црква, а у насељу постоји и пошта. Такође постоји и спортски центар, који је саграђен пре неколико година.

## Саобраћај
Кроз насеље (или поред њега) пролазе ауто-пут Е-75 Београд – Суботица, магистрални пут 22.1 Нови Сад – Суботица и регионални пут Р-120 Нови Сад – Темерин. На укрштању ауто-пута Е-75 и регионалног пута Р-120 налази се петља Нови Сад – Центар.
Неке од најзначајнијих улица на Клиси су: Темерински, Сентандрејски, Клисански и Змајевачки пут, улице Савска, Паје Радосављевића, итд.
Клиса је са осталим деловима града и приградским насељима повезана линијама јавног превоза 1, 5, 32 и 33.

## Привреда
Најзаступљеније су терцијарне делатности, односно трговина, а од фирми се издваја „М-Родић“.

## Спорт
На Клиси се налази игралиште фудбалског клуба Пролетер, који игра у Првој лиги Србије. У насељу постоји и фудбалски клуб Борац, женски кошаркашки клуб „Пролетер“, а такође и шаховски клуб.